# Міста-побратими
Порі́днені міста́, міста́-партне́ри, міста́-побрати́ми — два міста, переважно різних країн, між якими встановлено постійні дружні зв'язки для взаємного ознайомлення з життям, історією та культурою, для досягнення кращого взаєморозуміння, зміцнення співпраці та дружби між їхнім населенням, а також для обміну досвідом у розв'язанні аналогічних проблем, що постають перед міськими органами управління та організаціями.
Поріднені міста, міста-побратими — міста різних країн, між якими укладено угоди про дружбу та співробітництво з метою обміну досвідом у галузі економіки, культури, освіти, спорту, туризму, ведення міського господарства тощо.
Співпраця міст реалізується через обмін делегаціями, художніми та спортивними колективами, виставками, а також літературою, кінофільмами, фотоматеріалами про життя міст. Не менш важливим є й обмін досвідом ведення міського господарства.
Найраніша форма поріднених міст в Європі виникла між німецьким містом Падерборн і французьким Ле-Ман у 836 році.

## Історія
У 1913 році на Міжнародному конгресі мистецтва будівництва міст та організації громадської діяльності в Генті (Бельгія) було засновано Міжнародний союз міст (Union Internationale des Villes, UIV). Створення UIV та постійного офісу для комунікацій та документації інформації за муніципальними питаннями, ознаменувало народження міжнародного муніципального руху. У 1928 році UIV став Міжнародною спілкою місцевих органів влади, IULA). У 2004 році IULA, Міжнародна федерація об'єднаних міст (FMCU) та Метрополіс — домовились об'єднатись для створення єдиної організації UCLG.
У 1957 представники міст-побратимів створили Всесвітню федерацію поріднених міст (ВФПМ).
У 1963 в Парижі ВФПМ ухвалила, що в останню неділю квітня відзначатиметься Всесвітній день поріднених міст.
У 1964 поріднені міста СРСР об'єдналися в Асоціацію зі зв'язків радянських і закордонних міст. Вона входила до Спілки радянських товариств дружби та була колективним членом ВФПМ.
У 1986—1990 порідненими стали декілька міст НДР і ФРН, наприклад східнонімецький Айзенгюттенштадт і західнонімецький Саарлуї. Після об'єднання Німеччини пари поріднених міст опинилися в одній державі.

## Російсько-українська війна (з 2014)
Через війну побратимські зв'язки з російським та білоруськими містами розірвали українські міста, а саме:
- Київ. Київська міськрада розірвала побратимство з Москвою, Волгоградом, Санкт-Петербургом, Улан-Уде, Республікою Комі та Махачкалою. Також Київ розірвав побратимство з білоруським містом Мінськ.[3]
- Вінниця розірвала побратимські відносини з Липецьком, Невським районом Санкт-Петербурга та Свердловською областю.
- Житомир розірвав побратимські відносини зі Смоленськом.
- Рівне відмовилось від побратимства з Костромою.
- Чернівці розірвали побратимство з Брянськом і Подольськом.
- Запоріжжя розірвало побратимські зв'язки з Новокузнецьком
- Івано-Франківськ в односторонньому порядку розірвав побратимство з Серпуховом, Сургутом та білоруським Брестом.
- Дніпро розірвав побратимські зв'язки з містами Красноярськ, Самара й Улан-Уде.
- Хмельницький розірвав побратимські зв'язки з містами Твер та Іваново.
- Суми розірвали побратимські зв'язки з містами Курськ, Бєлгород і Сєвєродвінськ.
- Харків відмовився від побратимства з Москвою, Санкт-Петербургом, Бєлгородом, Нижнім Новгородом і Новосибірськом[4].
- Чернігів розірвав побратимські зв'язки з російськими містами Брянськ, Митищі, Ростов, Псков та білоруським містом Гомель.[5]
- Кривий Ріг розірвав побратимські зв'язки з Нижнім Тагілом та Жодіно.
- Бровари розірвали побратимські відносини з російським містом Щолково та білоруським Слуцьк.
- Ізмаїл розірвав побратимство з Курськом та районом Лефортово.
- Нововолинськ розірвав побратимство з білоруським містом Барановичі.
- Кам'янець-Подільський розірвав побратимство з білоруським Полоцьком.
- Біла Церква розірвала договір про співробітництво з білоруським Борисовом.
- Боярка припинила співпрацю з білоруським Несвіжем.
- Коростень припинив співпрацю з Салехардом, Ноябрьськом та білоруським Мозирем.
- Полтава розірвала побратимство з білоруським містом Барановичі.[6]
- Кам'янське розірвало побратимство з білоруським містом Бобруйськ.

Також 2 вересня 2014 року через російську збройну агресію проти України Прага розірвала побратимські відносини з Москвою і Санкт-Петербургом.
У березні 2022 року міська рада Мельбурна одноголосно проголосувала за припинення відносин із Санкт-Петербургом через російське вторгнення в Україну.
Лодзь розірвав співпрацю з російськими містами Калінінградом та Іваново, а також зі столицею Білорусі Мінськом.
Краків розірвав угоди з Москвою та Санкт-Петербургом.